# Denes nad Makedonija
Denes nad Makedonija (makedonski: Денес над Македонија; hrvatski: Danas nad Makedonijom) je makedonska nacionalna himna i službena himna Sjeverne Makedonije.
Instrumentalna izvedba Orkestra Mornarice SAD-a:

## Stihovi
| Na makedonskom (ćirilično): Денес над Македонија се раѓа, ново сонце на слободата! Македонците се борат, за своите правдини! Македонците се борат, за своите правдини! Одново сега знамето се вее, на Крушевската република! Гоце Делчев, Питу Гули, Даме Груев, Сандански! Гоце Делчев, Питу Гули, Даме Груев, Сандански! Горите македонски шумно пеат, нови песни, нови весници! Македонија слободна, слободно живее! Македонија слободна, слободно живее! | Na makedonskom (latinično): Denes nad Makedonija se raǵa novo sonce na slobodata. Makedoncite se borat za svoite pravdini! Makedoncite se borat, za svoite pravdini! Odnovo sega znameto se vee na Kruševskata Republika! Goce Delčev, Pitu Guli, Dame Gruev, Sandanski! Goce Delčev, Pitu Guli, Dame Gruev, Sandanski! Gorite makedonski šumno peat novi pesni, novi vesnici. Makedonija slobodna, slobodno živee! Makedonija slobodna, slobodno živee! | Na hrvatskom: Danas nad Makedonijom se rađa novo sunce slobode. Makedonci se bore za svoja prava! Makedonci se bore za svoja prava! Ponovo sada zastava se vije, Kruševske Republike! Goce Delčev, Pitu Guli, Dame Gruev, Sandanski! Goce Delčev, Pitu Guli, Dame Gruev, Sandanski! Makedonske šume šumno pjevaju, nove pjesme, nove vijesti. Makedonija slobodna, slobodna živi! Makedonija slobodna, slobodna živi! |